# Bagac
Bagac ist eine philippinische Stadtgemeinde in der Provinz Bataan. Sie hat 26.936 Einwohner (Zensus 1. August 2015). Im Nordosten der Gemeinde liegen der Bataan-Nationalpark und der 1.253 Meter hohe Berg Natib.

## Baranggays
Bagac ist politisch unterteilt in 14 Baranggays.
- Bagumbayan (Pob.)
- Banawang
- Binuangan
- Binukawan
- Ibaba
- Ibis
- Pag-asa (Wawa-Sibacan)
- Parang
- Paysawan
- Quinawan
- San Antonio
- Saysain
- Tabing-Ilog (Pob.)
- Atilano L. Ricardo